# Đà Lạt

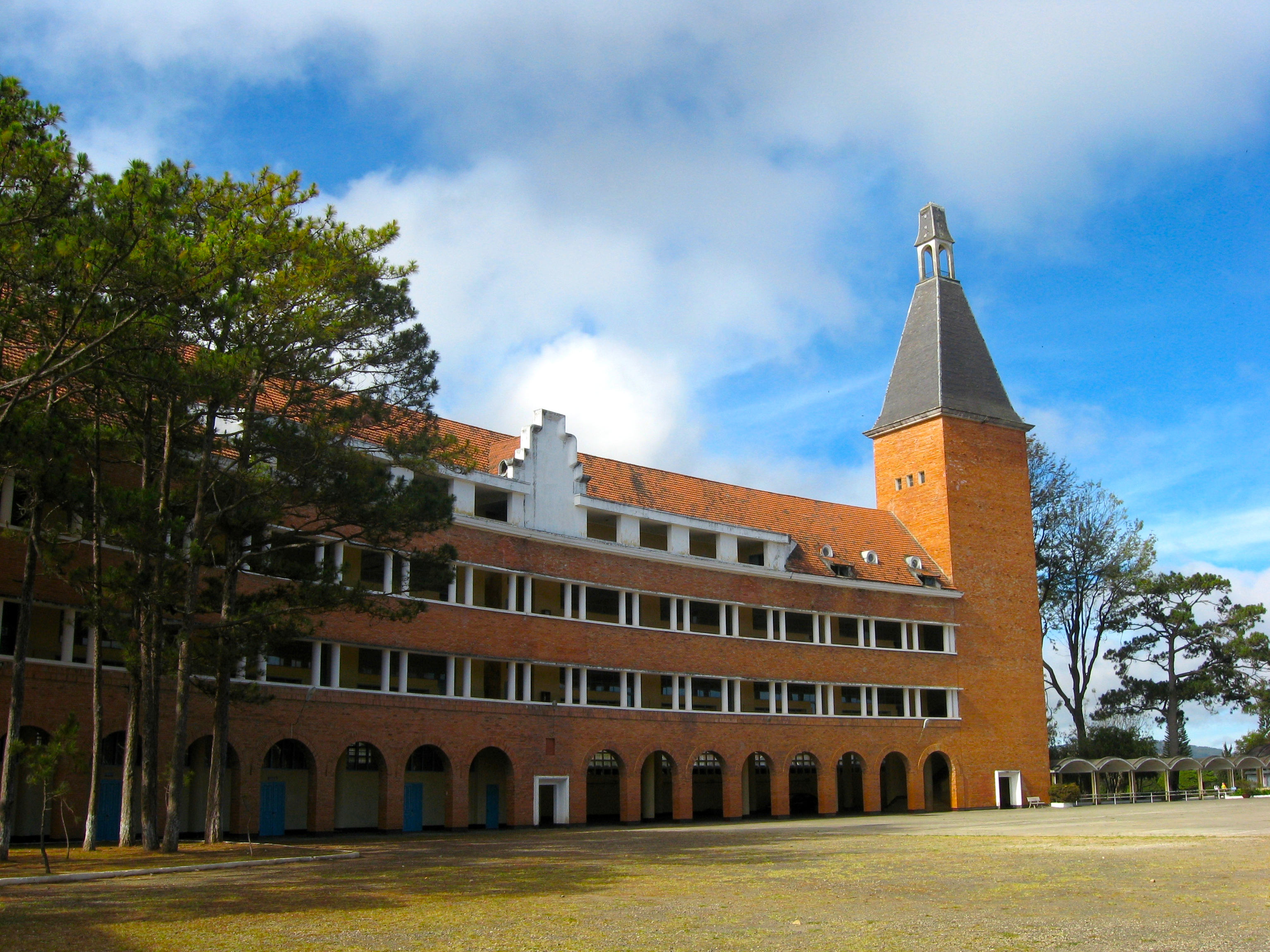
Da Lat

Đà Lạt város Vietnámban, Lâm Đồng tartomány székhelye 1500 m tengerszint feletti magasságban, a mérsékelt éghajlat. Az átlagos hőmérséklet 18–25 °C. A legmagasabb hőmérséklet 27 °C volt, a legalacsonyabb 6,5 °C. A franciák kezdték el építeni ezt a várost, és számos villát, szállodát építettek az üdülőhelyen. A város körül számos völgy, tó, vízesés található.  A repülőtér 24 km-re délre fekszik a várostól. Đà Lạt az egyik legnagyobb turisztikai célpont Vietnámban. Lakossága 206 105 (2009), 185 509 városi lakos. A város maga 393,29 km².